# South GA Blues
I South GA Blues sono stati una franchigia di pallacanestro della GBA, con sede a Albany, in Georgia, attivi dal 1991 al 1992.
Nacquero con il nome di Albany Sharp Shooters. Cambiarono nome in South GA Blues dopo la prima stagione. Scomparvero dopo il fallimento della lega.

## Stagioni
| Stagione | Lega | Denominazione         | V  | P  | %    | Piazzamento | Play-off        |
| -------- | ---- | --------------------- | -- | -- | ---- | ----------- | --------------- |
| 1991-92  | GBA  | Albany Sharp Shooters | 35 | 29 | 54,7 | 3º          | non partecipano |
| 1992-93  | GBA  | South GA Blues        | 8  | 8  | 50,0 | 4º          | -               |